# Deception Island

Karta över ön

Deception Island är en ö i Sydshetlandsöarna utanför Antarktiska halvön. Den har en av Antarktis säkraste hamnar. En vulkan som fick utbrott 1967 och 1969 orsakade kraftiga skador på forskningsstationerna där, och de enda nuvarande baserna på ön är argentinska Decepción  och spanska Gabriel de Castilla.

## Geografi
Ön är relativt cirkulär med en diameter på omkring 12 km. Dess högsta punkt, Mt Pond, har en höjd på 542 meter, och över halva ön är täckt av glaciärer. Öns centrum är en kaldera som formats av ett gigantiskt utbrott, som sedan översvämmats och skapat en stor bukt vid namn Port Foster. Denna bukt är omkring 9 km lång och 6 km bred. Bukten har ett trångt inflöde, bara 230 meter brett.
Flera explosionskratrar finns längs med calderans strand, och vissa innehåller kratersjöar. Andra formar bukter inom hamnen.

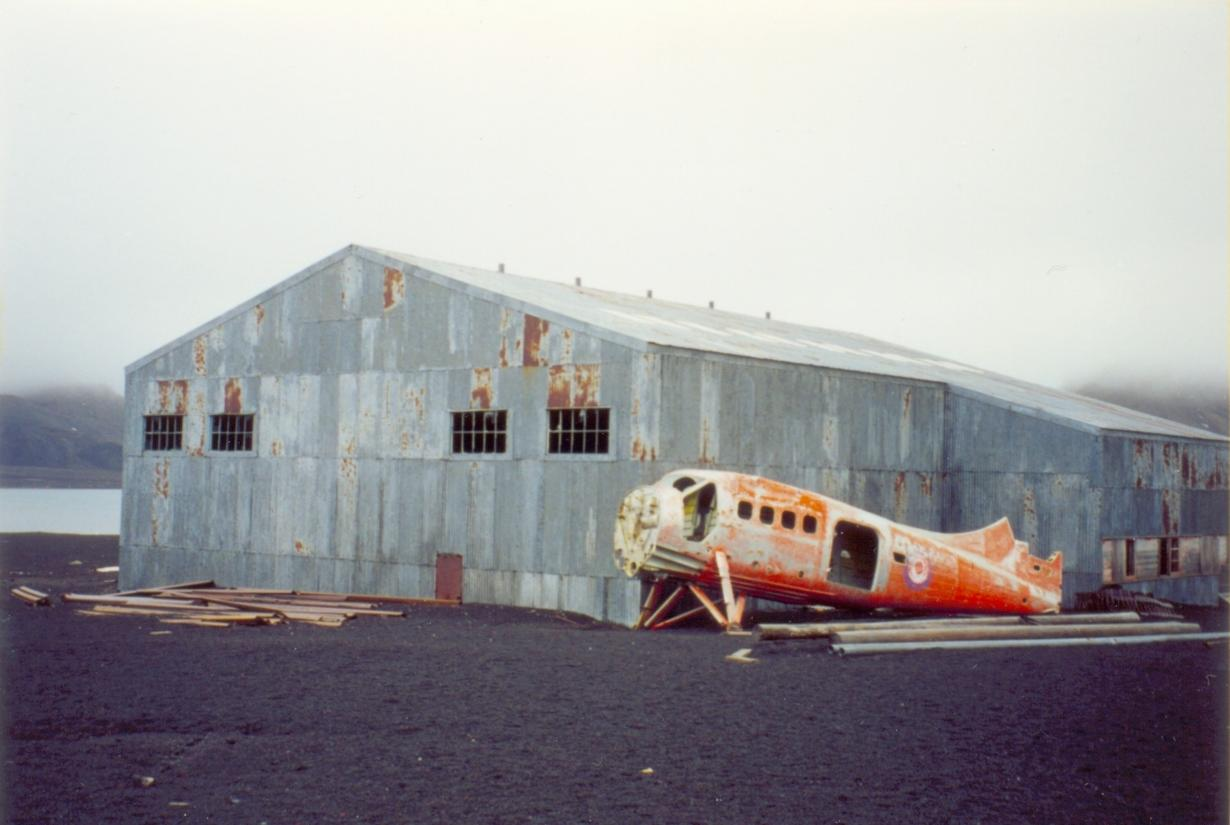
Den övergivna hangaren

## Historia
Sedan tidigt 1800-tal har ön varit en tillflyktsort från stormar och isberg i Antarktis. Den användes först av säljägare, och år 1906 började ett norsk-chilenskt valfångsföretag använda bukten Whalers' Bay som bas för sitt huvudfartyg. Andra valfångstföretag följde exemplet, och 1914 var 13 skepp baserade i bukten.
Stationen i bukten kokade valkadavren för att extrahera valolja, vilken lagrades i stora järnsilos. Valoljepriserna sjönk under den stora depressionen, vilket gjorde stationen oekonomisk, och den övergavs år 1931. Efter detta utvecklades fartygen så att landgång för att ta hand om kadavren inte längre var nödvändig, och stationen återinvigdes aldrig. 45 män begravdes på stationens kyrkogård, men den ödelades under 1969 års utbrott, och de enda spåren av stationen är rostande kokerier och silos. Det finns även bland annat en övergiven flyghangar och en brittisk övergiven forskningsstation, vid Whalers' Bay.
Under 1940- och 1950-talen ockuperade Argentina temporärt ön från Storbritannien.

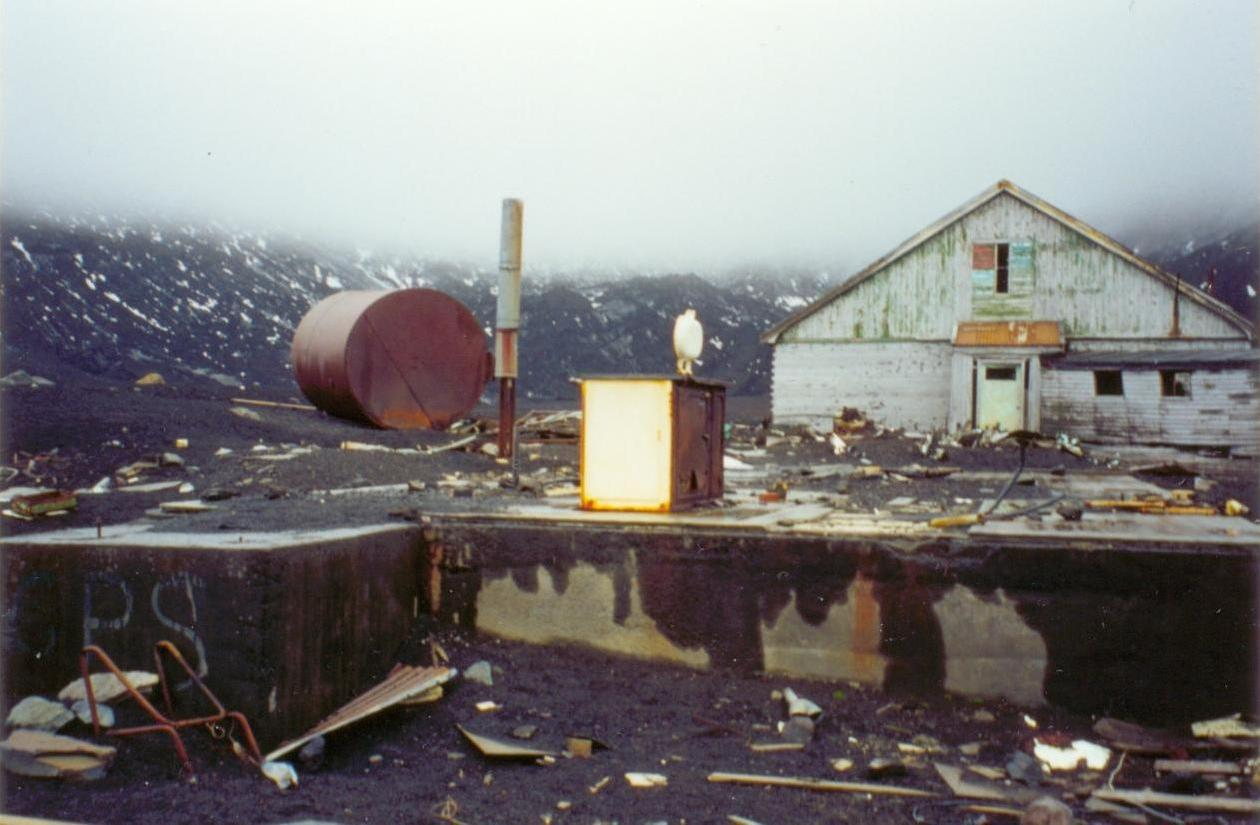
Den förstörda brittiska basen

Den tredje februari 1944 etablerade britterna en permanent bas på Deception Island som en del i Operation Tabarin, och bebodde den fram till den femte december 1967 då ett vulkanutbrott tvingade dem att tillfälligt dra sig tillbaka. Basen användes återigen mellan 4 december 1968 och 23 februari 1969, då ytterligare vulkanisk aktivitet gjorde att britterna övergav basen.
1955 grundade Chile en station vid Pendulum Cave, för att utöka sin närvaro i området som man gör anspråk på. Stationen förstördes vid vulkanutbrottet 1969. 1961 besökte Argentinas president Arturo Frondizi området för att visa på sitt lands intressen.
År 2000 var två forskningsstationer på ön ännu i bruk, båda endast under sommaren. Spaniens Gabriel de Castilla och Argentinas Decepción.

## Övrigt

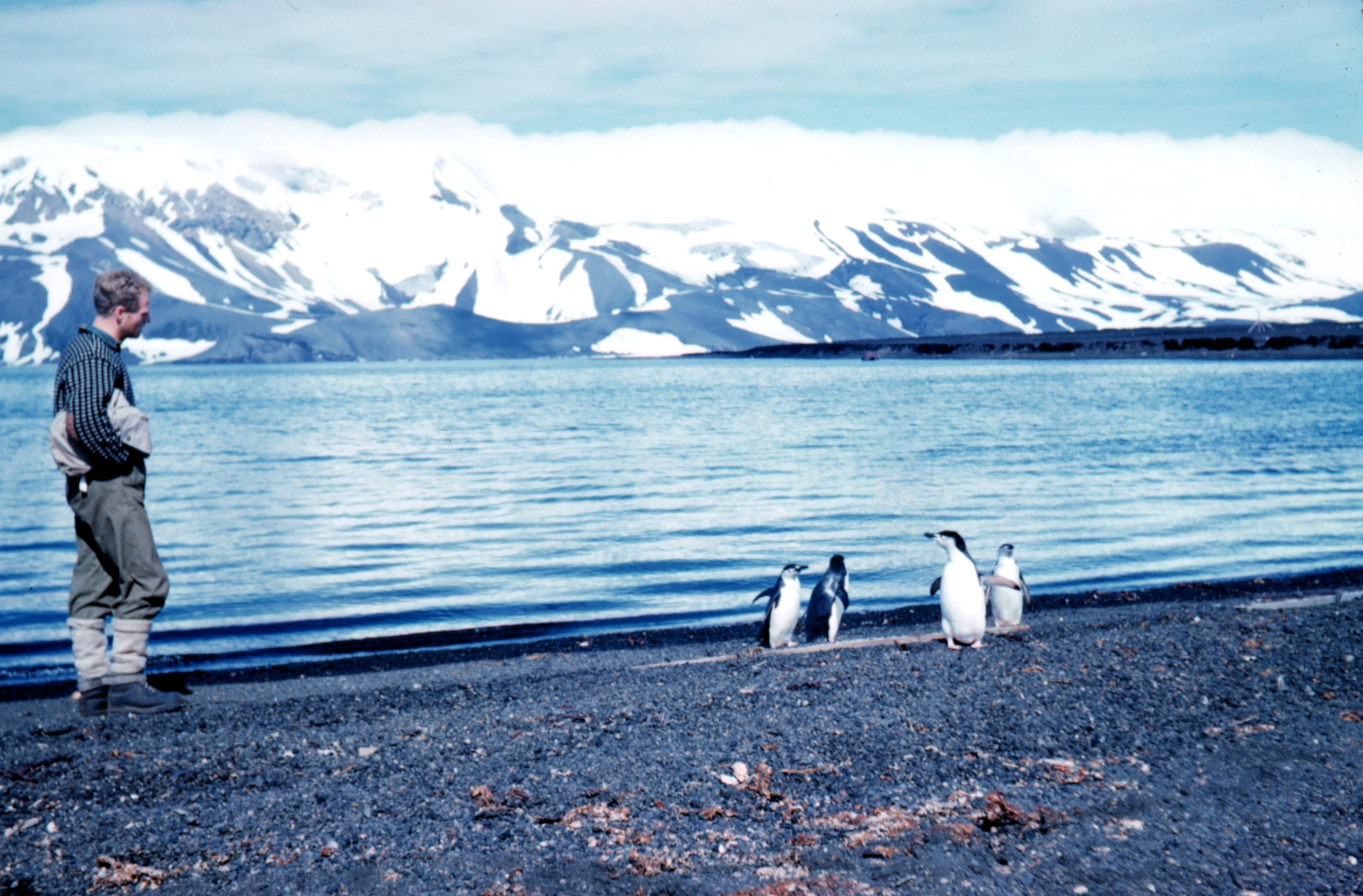
Pingviner på Deception Island i januari 1962.

Deception Island har blivit ett populärt turistmål i Antarktis eftersom där finns flera pingvinkolonier, plus den populära möjligheten att skapa ett varmbad genom att gräva i sandstranden.
Den 30 januari 2007 gick ett norskt fartyg på grund utanför öns kust, och bränsle från fartyget forsade in i bukten. Vilka ekologiska skador detta medfört är ännu oklart. Den 4 februari 2007 rapporterade den spanska forskningsstationen på ön att de inte hittat några spår av oljespillet, och att de tester de gjort på vatten och sand varit rena.